# جون تيرتل
جون تيرتل (بالإنجليزية: John Thirtle)‏ (و. 1777 – 1839 م) هو رسام من المملكة المتحدة لبريطانيا العظمى وأيرلندا، ومملكة بريطانيا العظمى، ولد في نورتش، توفي في نورتش، عن عمر يناهز 62 عاماً.

## التعليم
تعلم في Northwest School, Seattle ‏
.